# Dave Barnes
Dave Barnes (* 20. Juni 1978 in South Carolina) ist ein US-amerikanischer Singer-Songwriter.

## Leben und Wirken
Aufgewachsen ist Dave Barnes in Mississippi und schon während seiner Zeit an der Middle Tennessee State University trat er als Musiker auf. Er hat unter anderem einen Studienabschluss in Recording Industry Management.
Seine Musikkarriere begann er in Nashville, wo er sich eine Begleitband zusammenstellte. 2002 veröffentlichte er eine erste EP, im Abstand von jeweils zwei Jahren folgten zwei Alben. 2008 wechselte er zum Label Razor & Tie, wo sein drittes Album Me and You and the World erschien. Damit schaffte er es erstmals in die US-Charts. Den richtigen Durchbruch brachte dann 2010 das Album What We Want, What We Get, das vor allem in den Christian-Music-Charts erfolgreich war und Platz 3 erreichte. Mit dem Song God Gave Me You hatte er seinen größten Hit aus dem Album. Barnes’ Musik geht in Richtung Bluesrock mit Pop- und Country-Einflüssen.

## Diskografie
Alben
- Three, Then Four (EP, 2002)
- Brother, Bring the Sun (2004)
- Chasing Mississippi (2006)
- Me and You and the World (2008)
- You, the Night, and Candlelight (EP, 2009)
- What We Want, What We Get (2010)
- Very Merry Christmas (2010)
- Stories to Tell (2012)
- Golden Days (2014)